# 金杯藤
金杯藤又名金杯花（学名：Solanum nitida）为茄科茄属下的一个常綠藤本灌木。原產於中南美洲，1950年引進台灣。金杯藤因其碩大如獎杯狀的金色花朵而得名。英文俗稱金杯Cup of Gold或是聖杯藤Chalice vines。金杯藤算是一種純觀賞性植物。

## 特質
茄科植物以草本居多，木本較少，而會蔓生的木質藤本更少，金杯藤實屬茄科植物中之異類。
金杯藤的花亮麗耀眼，且具香氣，但除果實之外，全株有毒。金杯花初開時為很淺的淡黃色，後逐漸轉變為如黃金般的色澤。金杯花的長度如連花梗可達30公分。

## 圖示

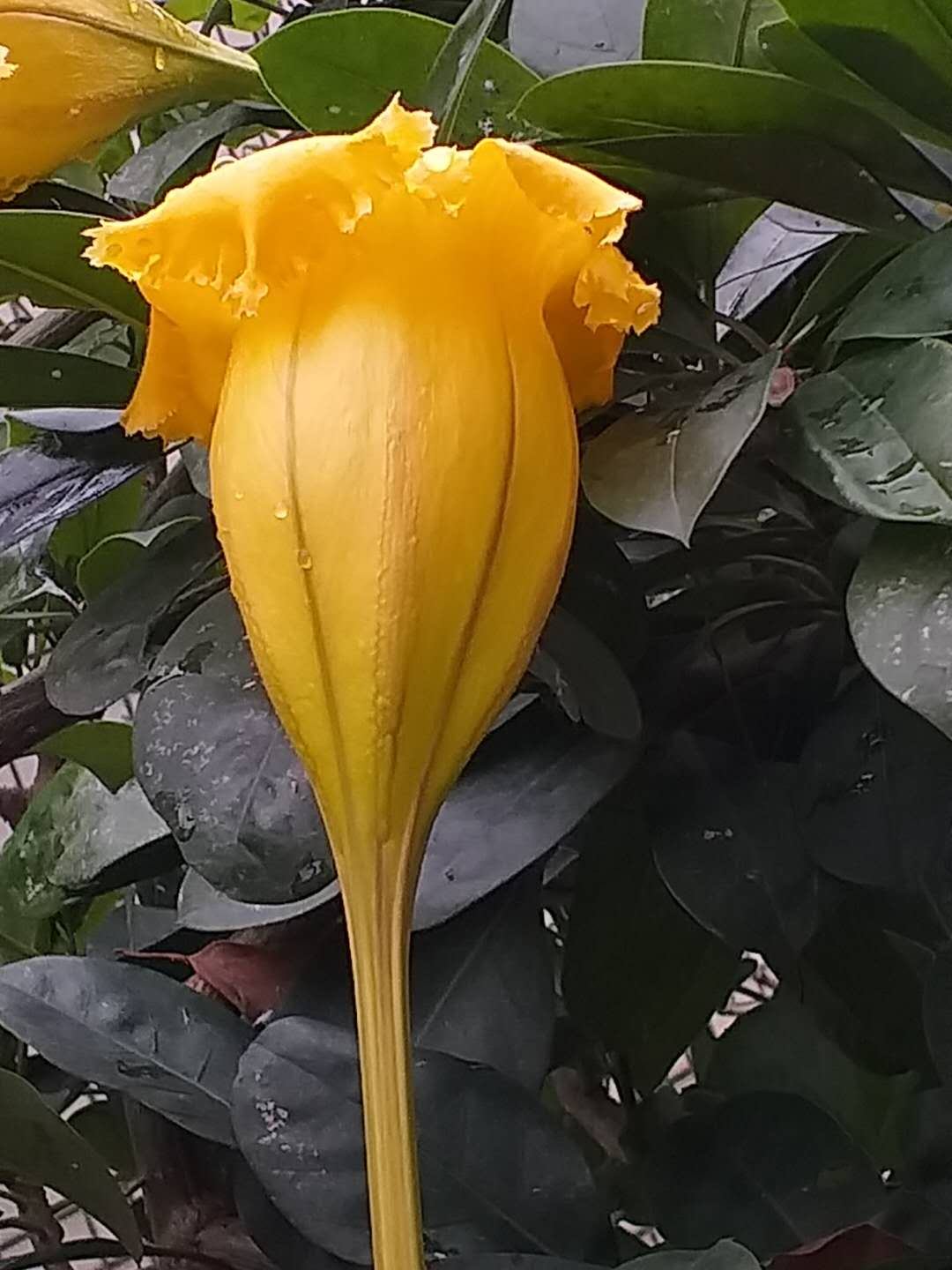
革質花
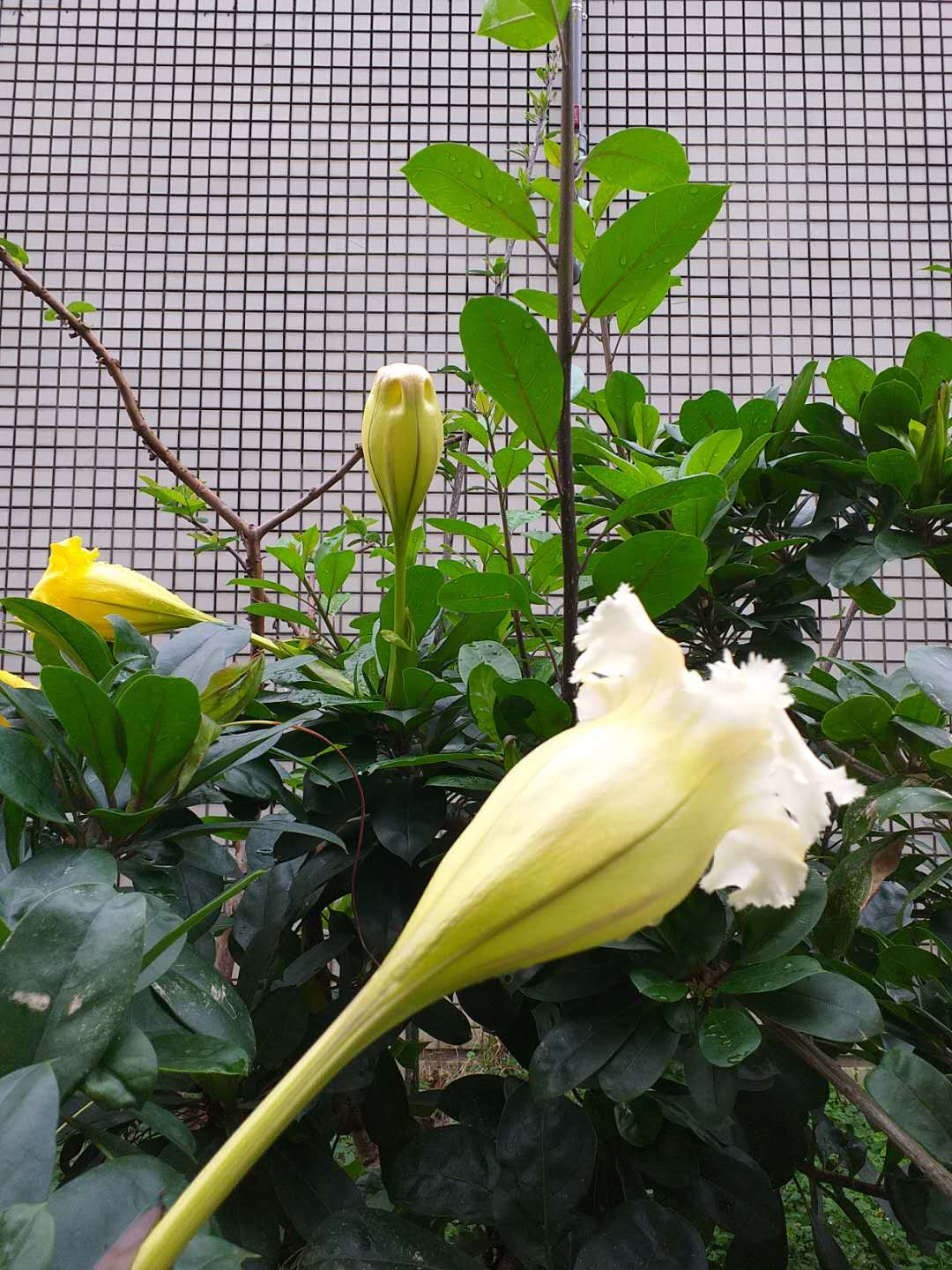
貓頭鷹狀的花苞
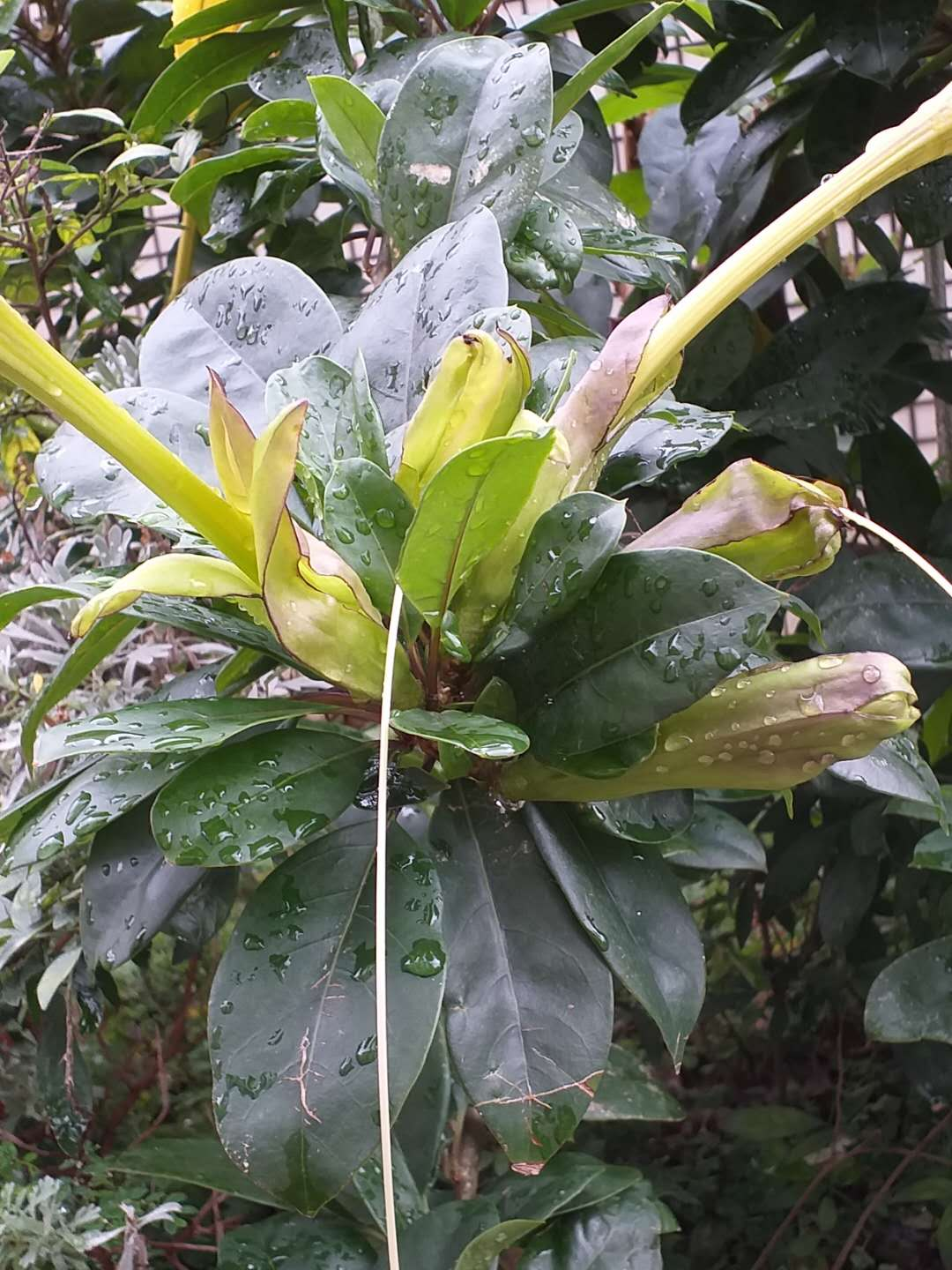
金杯藤的宿存萼與花謝後僅存的花柱
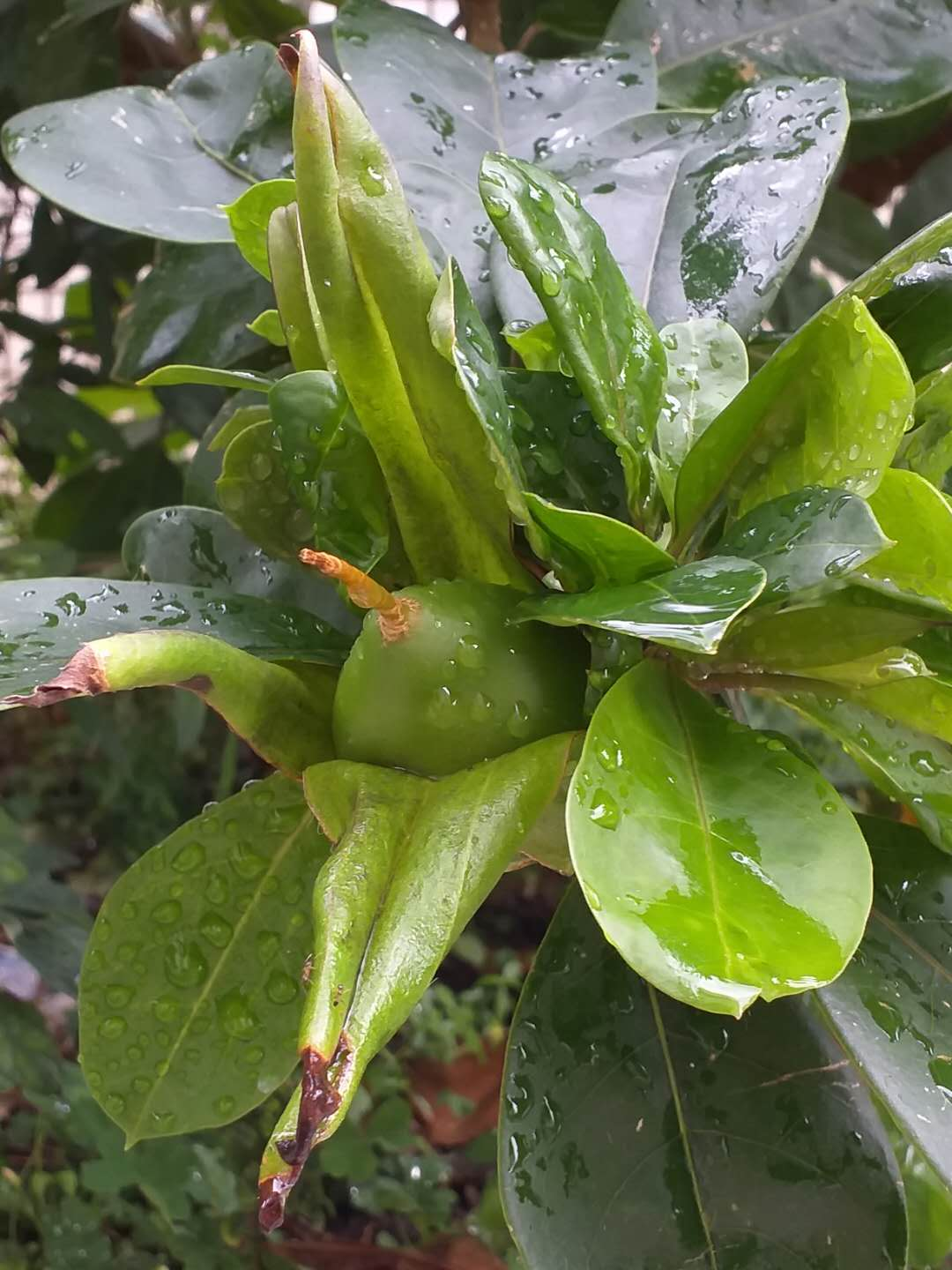
宿存萼與果實
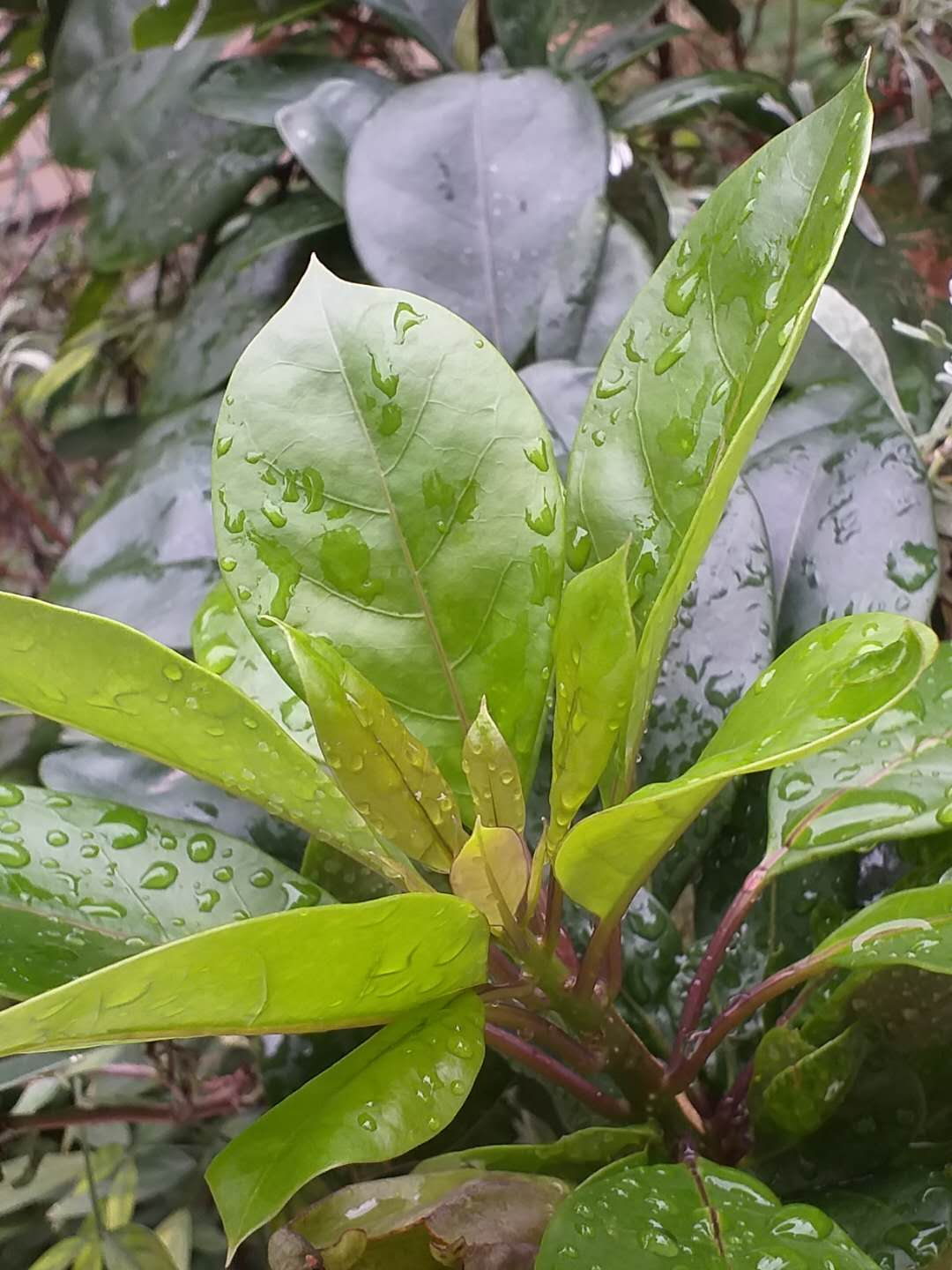
金杯藤的嫩葉葉柄呈紅色

## 引文出處
1. ↑  . plant.tesri.gov.tw.   [2019-08-13]. （原始内容存档于2020-07-20）.
2. 1 2 3  . kplant.biodiv.tw.   [2019-08-13]. （原始内容存档于2020-07-20）.